# Kalinovac
Kalinovac es un municipio de Croacia en el condado de Koprivnica-Križevci.

## Geografía
Se encuentra a una altitud de 116 m s. n. m. a 116 km de la capital nacional, Zagreb.

## Demografía
En el censo 2011, el total de población del municipio fue de 1597 habitantes, distribuidos en las siguientes localidades:
- Batinske -  98
- Kalinovac - 1 463
- Molvice - 36

| Gráfica de población de Kalinovac 1857-2011                         |
|                                                                     |
| Según los censos de población de la oficina estadística de Croacia. |